# Tesoro de Aliseda
El tesoro de Aliseda es un antiguo ajuar funerario tartésico hallado en Aliseda (Cáceres) y es posible que estuviera fabricado en Oriente[cita requerida]. Es de oro y predomina la técnica de la filigrana y cincelado. Intentaron vender las piezas de forma clandestina, pero finalmente fueron interceptadas y llevadas al Museo Arqueológico Nacional, en Madrid con el número de inventario 586 para lo que representa el conjunto de las piezas.

## Hallazgo
El Tesoro de Aliseda se encontró en el mes de febrero de 1920 en la localidad de Cáceres del mismo nombre. Constituye un hallazgo casual y desde el Ministerio de Instrucción Pública y Bellas Artes se dictó una Real Orden declarándolo propiedad del Estado español en aplicación de la Ley de Excavaciones y Antigüedades de 1911, ingresando en septiembre de 1920 en el Museo arqueológico Nacional de España. Posteriormente se pagó la correspondiente indemnización.

## Contexto histórico
Pertenece a la Edad del Hierro (750-218 a. C.).
Los fenicios fueron un pueblo importante del Mar Mediterráneo, el primer pueblo colonizador que llegó procedente de las costas del actual Líbano a la península ibérica, sobre el siglo IX a. C., y que se asienta de forma definitiva. Fueron un pueblo fundador de un gran número de colonias, como Cartago, en el Norte de África hacia el siglo IX a. C. (actual Túnez), Gades o Gadir en el siglo VIII a. C. (actual Cádiz), Malaka (actual Málaga) y Sexi (Almuñécar). Los fenicios llegaron a la Península atraídos por la abundancia de metales, introduciendo, a cambio, un gran número de manufacturas de lujo y productos exóticos. Su presencia, su necesidad de productos, y la demanda generada por este pueblo se tradujo en un desarrollo de las comunidades nativas más próximas.
El pueblo autóctono más poderoso en ese momento era el reino de Tartessos, célebre por sus riquezas y la longevidad de sus monarcas, situado al sur de la Península. La monarquía tartésica, de carácter hereditario, existía ya desde principios de la Edad de Bronce (1800-750 a. C.). Cultivaron la orfebrería, joyería y broncería, imitando a los demás pueblos de Oriente con que se relacionaban[cita requerida].
Los ajuares funerarios del pueblo fenicio eran ricos y abundantes, con muchas piezas de orfebrería y alfarería (ya que introdujeron nuevas tecnologías como el torno de alfarero). Los fenicios introdujeron también un gran número de objetos de origen griego[cita requerida], fueron grandes comerciantes, comerciaban con los pueblos del interior y comenzaron una cultura orientalizante[cita requerida] entre el Tajo y el Mediterráneo y la costa ibérica hasta Emporión (colonia fundada por los griegos en torno al 600 a. C.). No adoptaron la moneda de los tartesos en estas transacciones comerciales, ya que estos no tenían una economía de mercado.

## Clasificación
Se trata de un tesoro tartésico y data del siglo VII a. C. Debido a la ruda manera en que fue encontrado y la falta de medios para la excavación, no se puede precisar si se trataba de un tesoro o de las alhajas y ajuar mortuorio de una dama en sepultura.

## Descripción
El tesoro formó seguramente parte de un ajuar funerario, de un lugar donde por lo menos se tuvo que enterrar a un hombre y una mujer aristocráticos con sus respectivas joyas: el cinturón es masculino y la diadema femenina. El tesoro consta de un conjunto de piezas como un brasero y un vaso de plata, un espejo de bronce, una jarra de vidrio con jeroglíficos, así como 285 objetos o fragmentos de oro, muchos de ellos con piedras semipreciosas engastadas. Este conjunto está trabajado con granulado, filigrana y soldadura, técnica empleada por los fenicios. Recientes investigaciones hacen creer que estas piezas podrían haber sido fabricadas en un taller peninsular, en este taller se fabricó un nuevo tipo de diadema con los extremos triangulares, símbolo tartésico y antecedente de las diademas ibéricas posteriores también realizadas con los extremos triangulares.

### Collar

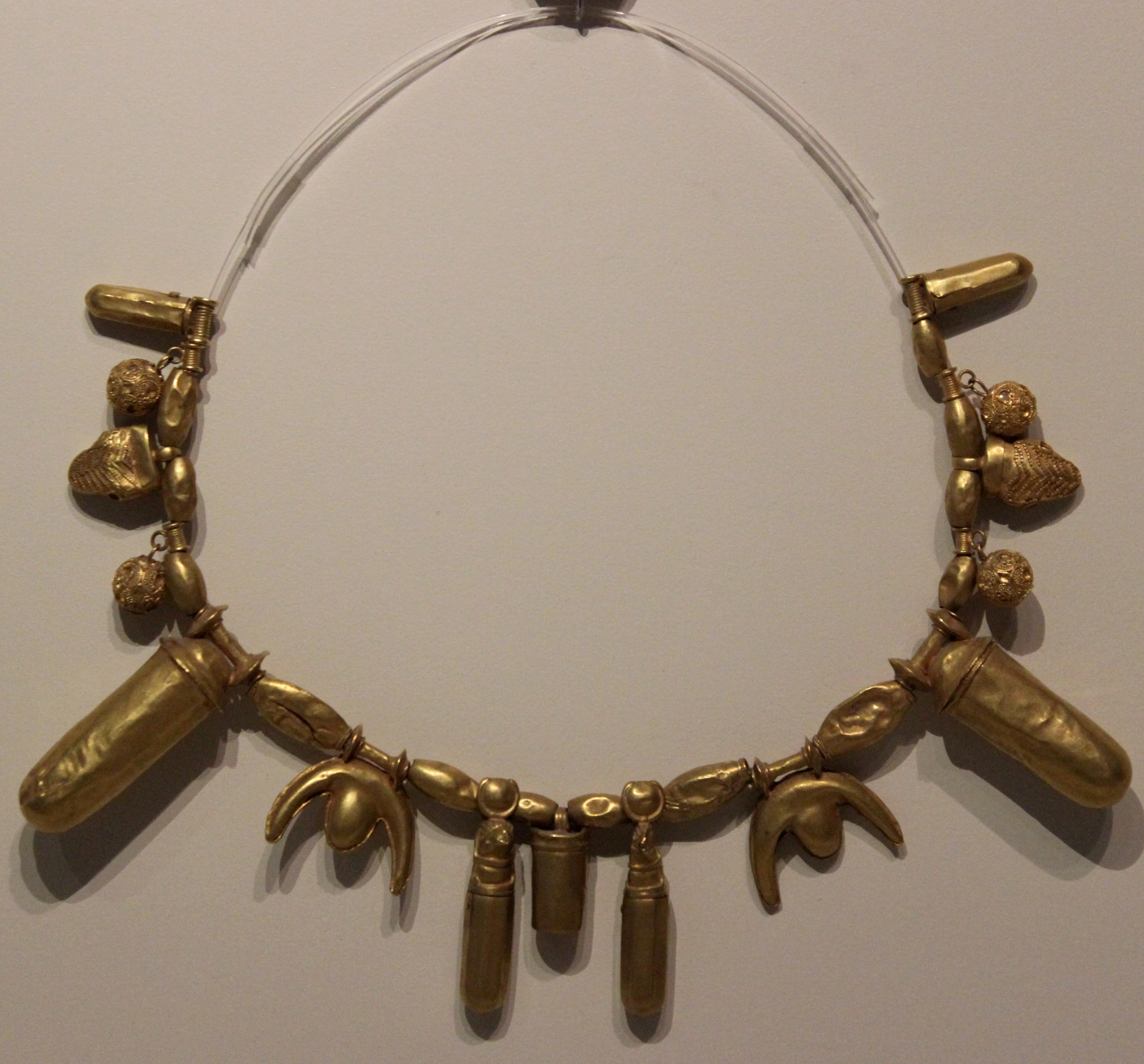
Collar

La pieza está inventariada con el número 28.561.
Es un collar de oro que está compuesto por 11 colgantes, cuatro bolas y trece colgantes fusiformes de diferente tamaño. Destacan los colgantes o estuches porta-amuletos rematados en una cabeza de halcón; con forma de cabeza de serpiente, con escamas representadas con gránulos; o con forma de creciente luna. Los colgantes tienen en la parte superior un rodillo por donde pasaría el hilo.

### Diadema

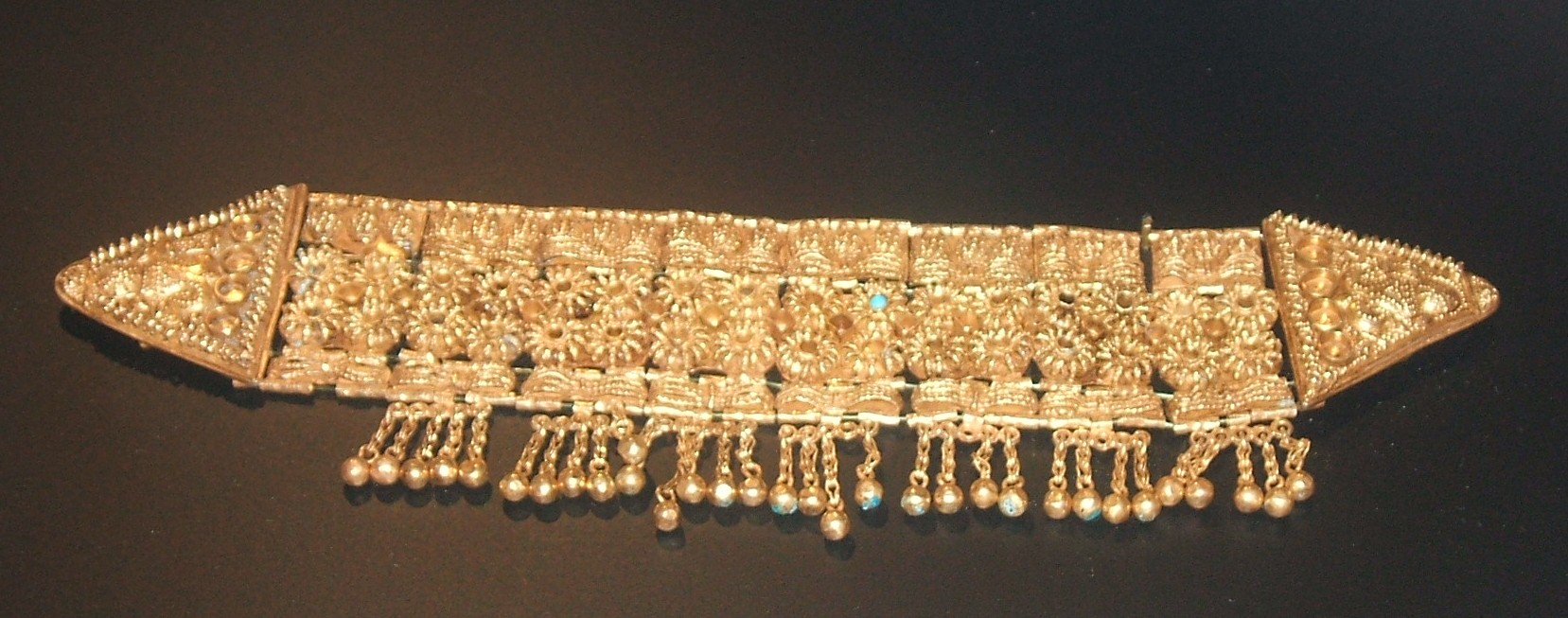
Diadema

La pieza está inventariada con el número 28.554.
Está formada por una lámina compuesta por plaquetas cuadradas formando una faja de doble hilera de rosetas y festones con esferas pendientes de pequeñas cadenas. Todas las rosetas contendrían piedras decorativas, pero solamente se conserva una turquesa. Cada uno de los extremos triangulares se decoran con temas vegetales mediante granulado, presenta cuatro cabujones que contendrían posiblemente piedras y borde compartimentado.

### Brazalete

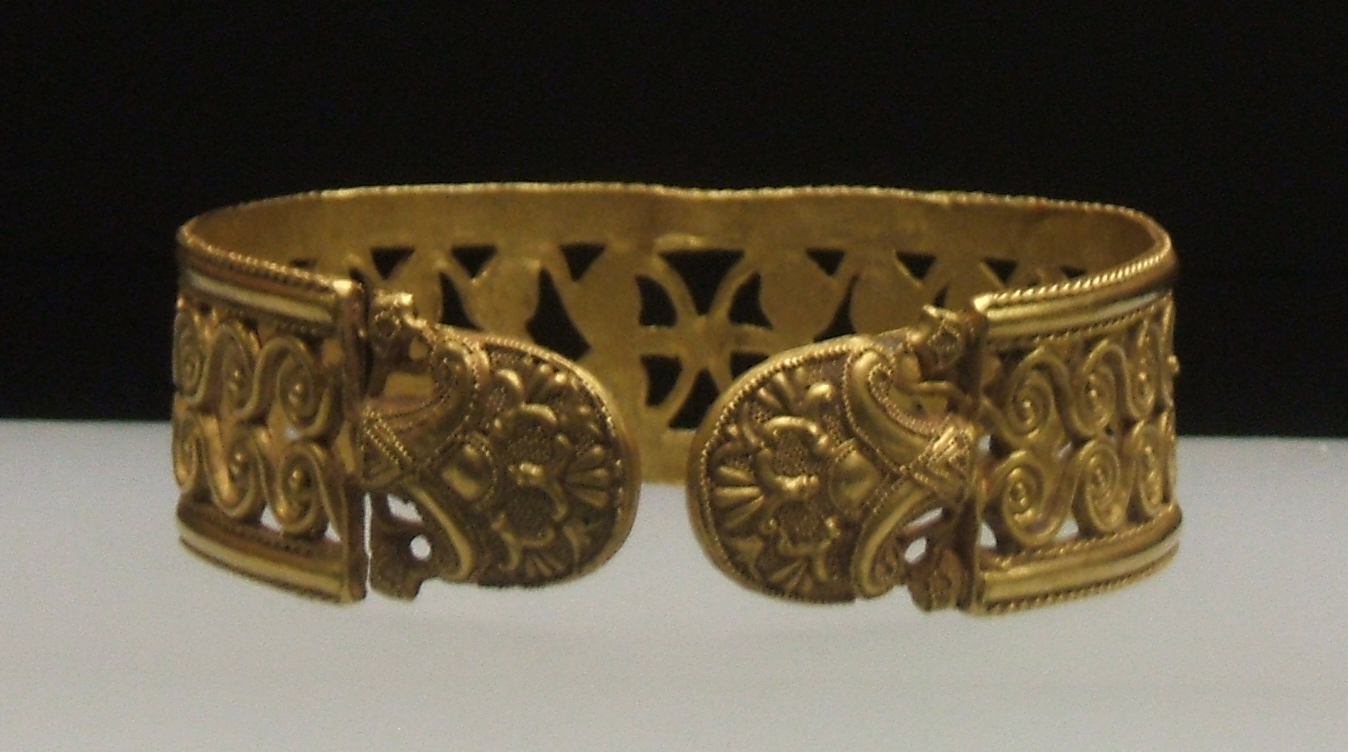
Brazalete

La pieza está inventariada con el número 28.558.
El brazalete está formado por una gruesa lámina de oro con trabajo calado de dos series de espirales entrelazadas que parten del centro hacia direcciones opuestas hasta los extremos. Los bordes del brazalete se encuentran decorados con un cordón liso. Los remates finales de los extremos tienen forma de palmetas decoradas en su interior con flores de loto.

### Cinturón

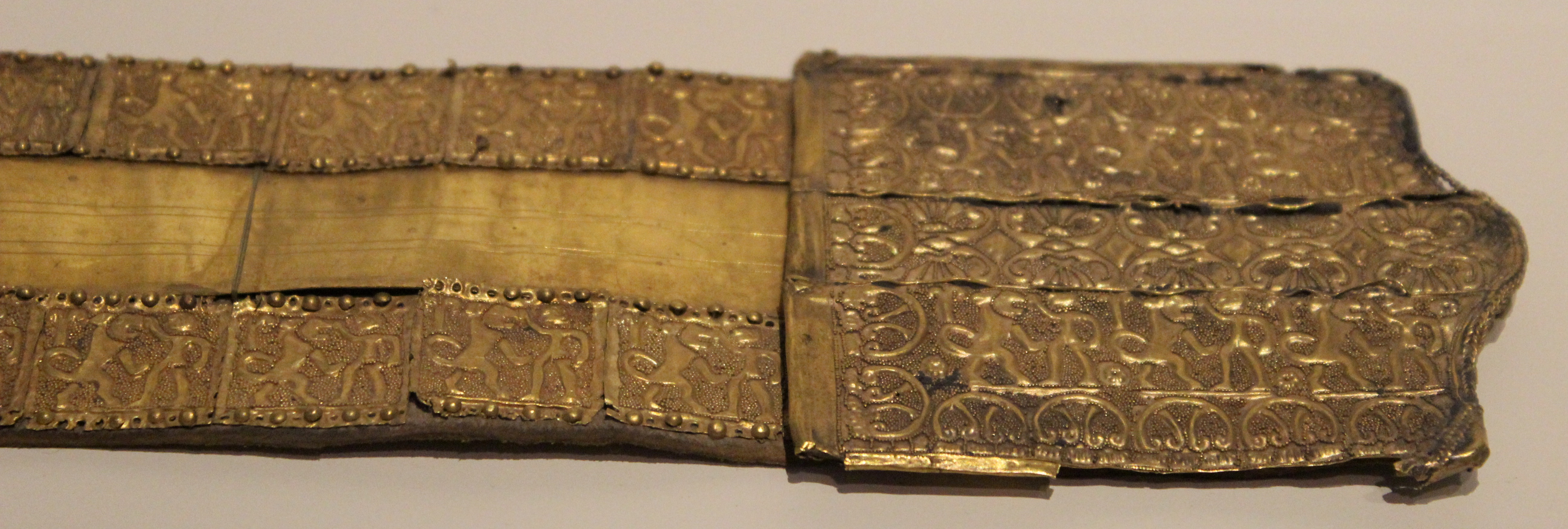
Detalle del cinturón.

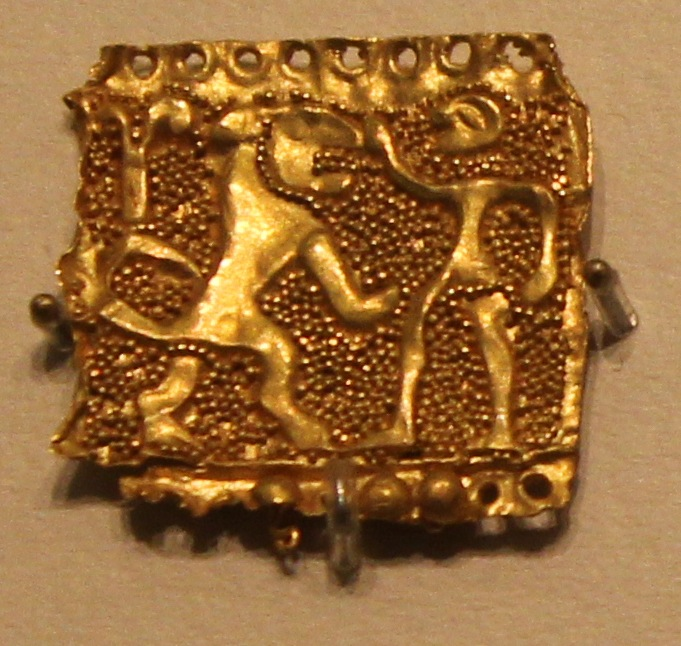
Placa del cinturón.

La pieza está inventariada con el número 28562.
Es un cinturón de 68,30 cm de longitud. Está formado por pequeñas placas de oro que representan un dios-héroe (probablemente Melquart) luchando con un león, grifos alados recorriendo hacia la derecha y palmetas. Las figuras impresas resaltan sobre un fondo granulado. Tal vez fue el encargo de un aristócrata que utilizó la iconografía oriental como símbolo de poder y prestigio.
Inventariada con el número 28562/1 se encuentra una pieza de dicho cinturón, consistente en una placa rectangular de oro repujado con granulado que representa una escena de una lucha entre un hombre y un león rampante, el trabajo está elaborado con influencias fenicias en el tecnicismo de los adornos de pequeño tamaño y en la iconografía empleada.

### Jarra

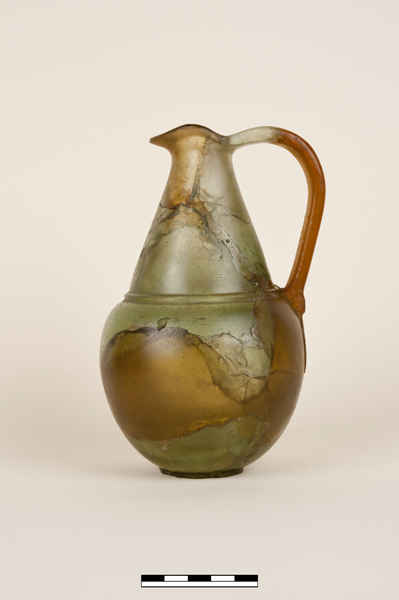
Jarra

La pieza está inventariada con el número 28 583 y tiene unas dimensiones de 15 cm de altura por 9 cm de diámetro.
La jarra está grabada en vidrio de color verde, opaco y con las paredes muy gruesas. Es de cuerpo piriforme con un asa y la boca trilobulada, tiene escritura en jeroglífico, su procedencia es de Egipto y seguramente llegó a la península ibérica como objeto de lujo para comerciar con él.

dd m 'h.t 
 dd: mdw in' Is.t (Sentencia de Isis )
n-sw bit nb(?) iry (Rey del Alto y Bajo Egipt0)